# Dipartimento dell'Adige

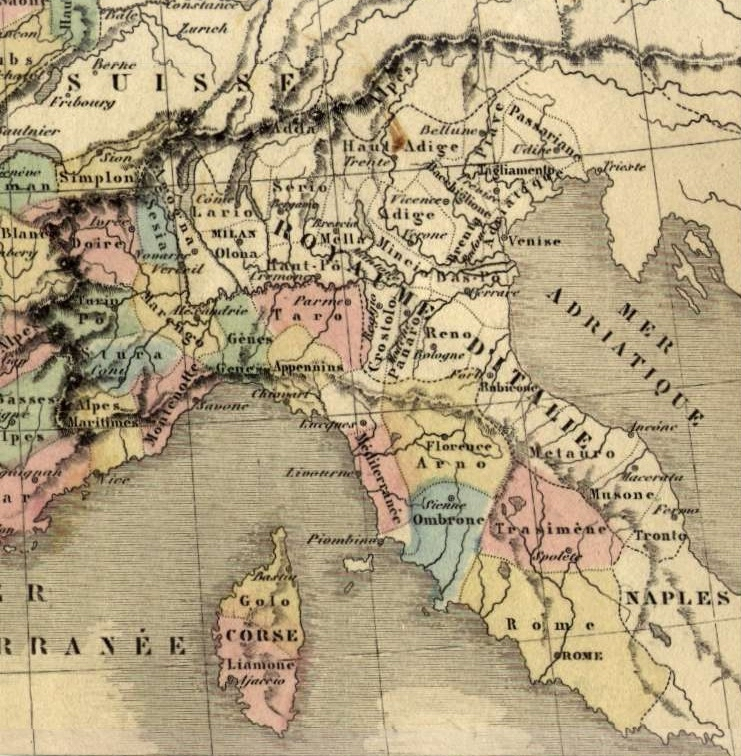
L'Italia durante l'egemonia napoleonica. Nella carta francese compare la denominazione Adige

Il dipartimento dell'Adige era un dipartimento del Regno d'Italia, esistito dal 1805 al 1814. Fu chiamato così dall'Adige e aveva come capoluogo Verona. Corrisponde a grandi linee all'odierna provincia di Verona. Sempre seguendo il criterio toponomastico fluviale napoleonico  a nord c'era il  Dipartimento dell'Alto Adige.

## Storia
Fu creato nel quadro della organizzazione dipartimentale dell'8 giugno 1805. I venti di guerra spiravano impetuosi, e il governo napoleonico decise di abbandonarsi alle rivendicazioni anche sulla metà orientale del Veronese che era rimasta agli austriaci dopo la pace di Luneville, iniziando a istituire il dipartimento sulla sua metà che in precedenza proprio per tale decurtazione era stata semplicemente aggregata alle province confinanti tramite uno speciale circondario. La popolazione era di 149.519 anime.
In prima battuta i distretti furono due:
- Distretto di Verona coi 5 cantoni di Verona, Villafranca, Isola della Scala, Caprino e Lazise;
- Distretto di Legnago coi 2 cantoni di Legnago e Badia.

Il trattato di Presburgo riunificò definitivamente il Veronese a far data dal 1º maggio 1806.
In occasione della riforma del 22 dicembre 1807, l'Adige perse la zona di Lonigo (passata al Dipartimento del Bacchiglione) ma fu aumentato con una parte delle Polesine (staccata dal Dipartimento del Basso Po e dal Dipartimento del Mincio).

## Suddivisione amministrativa
Nel gennaio del 1808 la situazione era la seguente:

### Distretto I diVerona
- cantone I di Verona
- cantone II di Avesa
- cantone III di Caprino
- cantone IV di Lazise
- cantone V di San Pietro in Cariano
- cantone VI di Soave
- cantone VII di Badia

### Distretto II diVillafranca
- cantone I di Villafranca
- cantone II di Isola della Scala

### Distretto III diLonigo
- cantone I di Lonigo
- cantone II di Noventa
- cantone III di Cologna
- cantone IV di San Bonifacio

### Distretto IV diLegnago
- cantone I di Legnago
- cantone II di Badia